# Елховско
 Тази статия е за историко-географската област.  За общината вижте Елхово (община).  
Елховско е историко-географска област в Югоизточна България, около град Елхово.
Територията ѝ съвпада приблизително с някогашната Елховска околия, а днес включва цялата община Елхово, почти цялата община Болярово (без село Горска поляна в Средецко) и основната част от община Тополовград (без селата Българска поляна, Владимирово, Орлов дол и Светлина в Харманлийско и Присадец и Филипово в Свиленградско), както и селата Каравелово, Робово, Голям манастир и Драма в община Тунджа и Леярово и Поляна в община Стралджа. Разположена е в Елховското поле и съседните части на планините Странджа и Сакар. Граничи с Ямболско на север, Средецко на изток, Одринско на юг и Свиленградско, Харманлийско и Новозагорско на запад.